# Сангалли, Франческо
Франческо Сангалли (итал. Francesco Sangalli; 1 февраля 1820, Романенго — 23 сентября 1892, Варезе) — итальянский пианист, композитор и музыкальный педагог.
Изучал фортепиано и композицию в Миланской консерватории, ученик Антонио Анджелери (посвятил своему учителю сборник фортепианных этюдов). Со студенческих лет был дружен с Джованни Боттезини. С 1850 года и до конца жизни преподавал фортепиано там же, в Миланской консерватории — среди его учеников, в частности, Марко Энрико Босси. Вместе с Анджелери, Альберто Мадзукато и Стефано Ронкетти-Монтевити подготовил обновлённый устав консерватории (опубликован в 1859 году).
Автор оперы «Альбоин» (итал. Alboino; 1845), Мессы на три голоса (итал. Messa a tre voci; 1888), многочисленных фортепианных и органных сочинений.